# Otto Geiselhart
Otto Geiselhart (* 8. Dezember 1890 in Dinkelscherben, Amt Zusmarshausen; † 18. März 1933 in Günzburg) war ein deutscher Politiker (SPD).

## Leben und Wirken
Nach dem Besuch der Volksschule erlernte Geiselhart das Käserhandwerk. 1915 heiratete er. Von 1914 bis 1916 nahm Geiselhart am Ersten Weltkrieg teil, aus dem er als Kriegsbeschädigter heimkehrte. Ab dem 1. Juni 1916 war er bei der allgemeinen Ortskrankenkasse Günzburg-Bezirksamt tätig. Am 1. Februar 1925 wurde er zum Geschäftsführer befördert.
Vom 12. Januar 1919 bis zum 6. Juni 1920 war Geiselhart Mitglied des bayerischen Landtags. Vom 20. Juni 1919 bis zum 1. Mai 1924 amtierte er zudem Stadtrat im schwäbischen Burgau sowie Mitglied des Bezirkstags Günzburg-Burgau. Am 1. Januar 1925 übernahm er stattdessen das Amt des Stadtrats von Günzburg.
Im Februar 1929 zog Geiselhart im Nachrückverfahren für den verstorbenen Abgeordneten Alwin Saenger in den im Mai 1928 gewählten vierten Reichstag der Weimarer Republik ein, in dem er bis zum September 1930 den Wahlkreis 24 (Oberbayern-Schwaben) vertrat.
Am 12. März 1933, wenige Wochen nach der „Machtergreifung“ der Nationalsozialisten, wurde Geiselhart von den neuen Machthabern verhaftet und ins Amtsgerichtsgefängnis von Günzburg verschleppt. Dort starb er in der Nacht zum 18. März. In der Forschung wird meist davon ausgegangen, dass Geiselhart sich aus Angst vor dem Konzentrationslager selbst das Leben nahm, wiewohl ein als Mord getarnter Selbstmord nicht mit letzter Gewissheit ausgeschlossen werden kann. Nach einem Bericht von Geiselharts Sohn wollte sein Vater „nicht ins KZ, und er wollte ein Zeichen setzen“. In der Trauersitzung des Günzburger Stadtrates am 20. März lobte der Bürgermeister der Stadt, Hanner, Geiselhart als einen Mann, der in seiner politischen Haltung stets „achtungsgebietenden sittlichen Pathos“ zur Schau gestellt habe, einen Mann von hohen Geistesgaben und einen Mann der „allzeit offen und ehrlich für das […] [eintrat] was er für richtig hielt“.

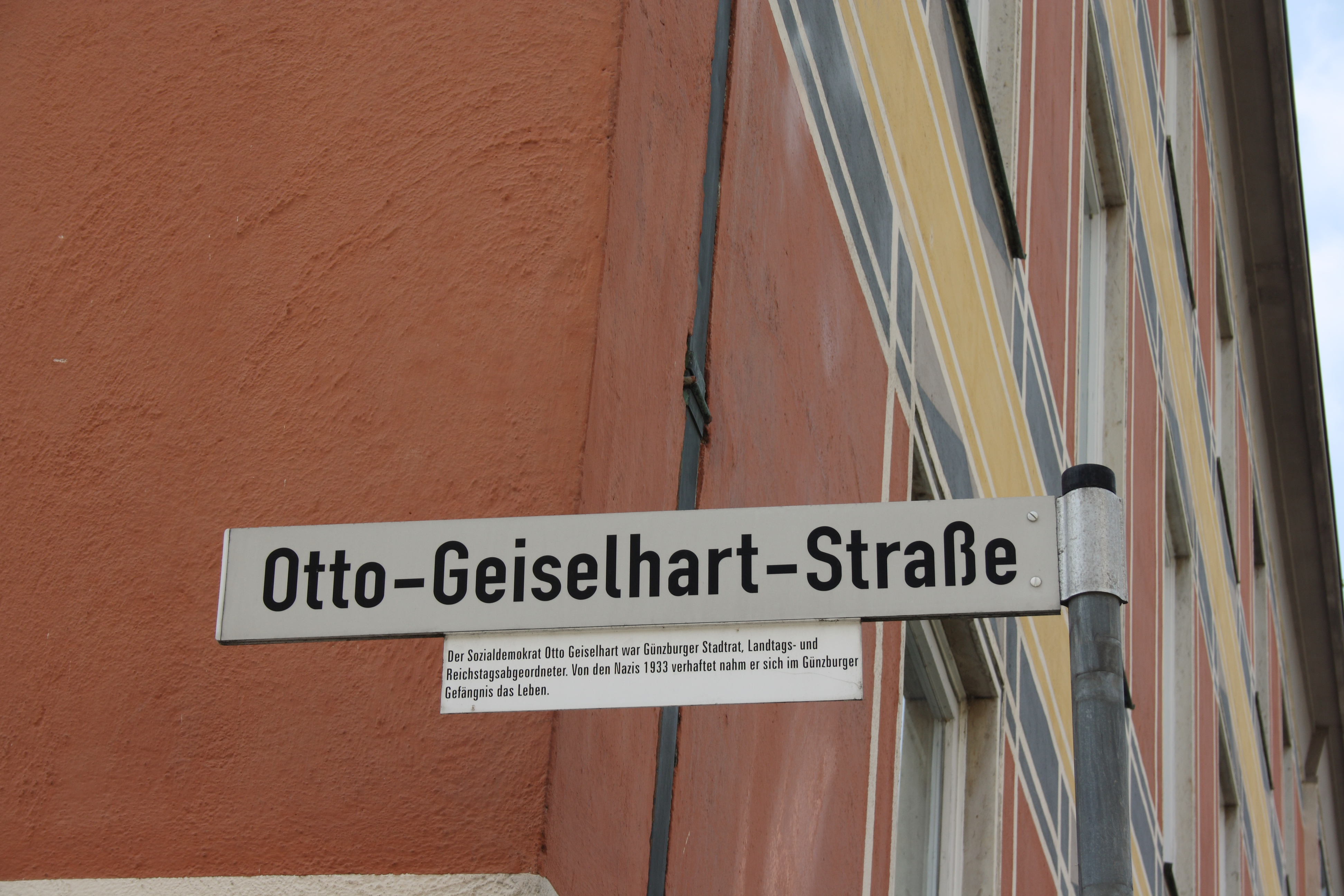
Otto-Geiselhart-Straße in Günzburg

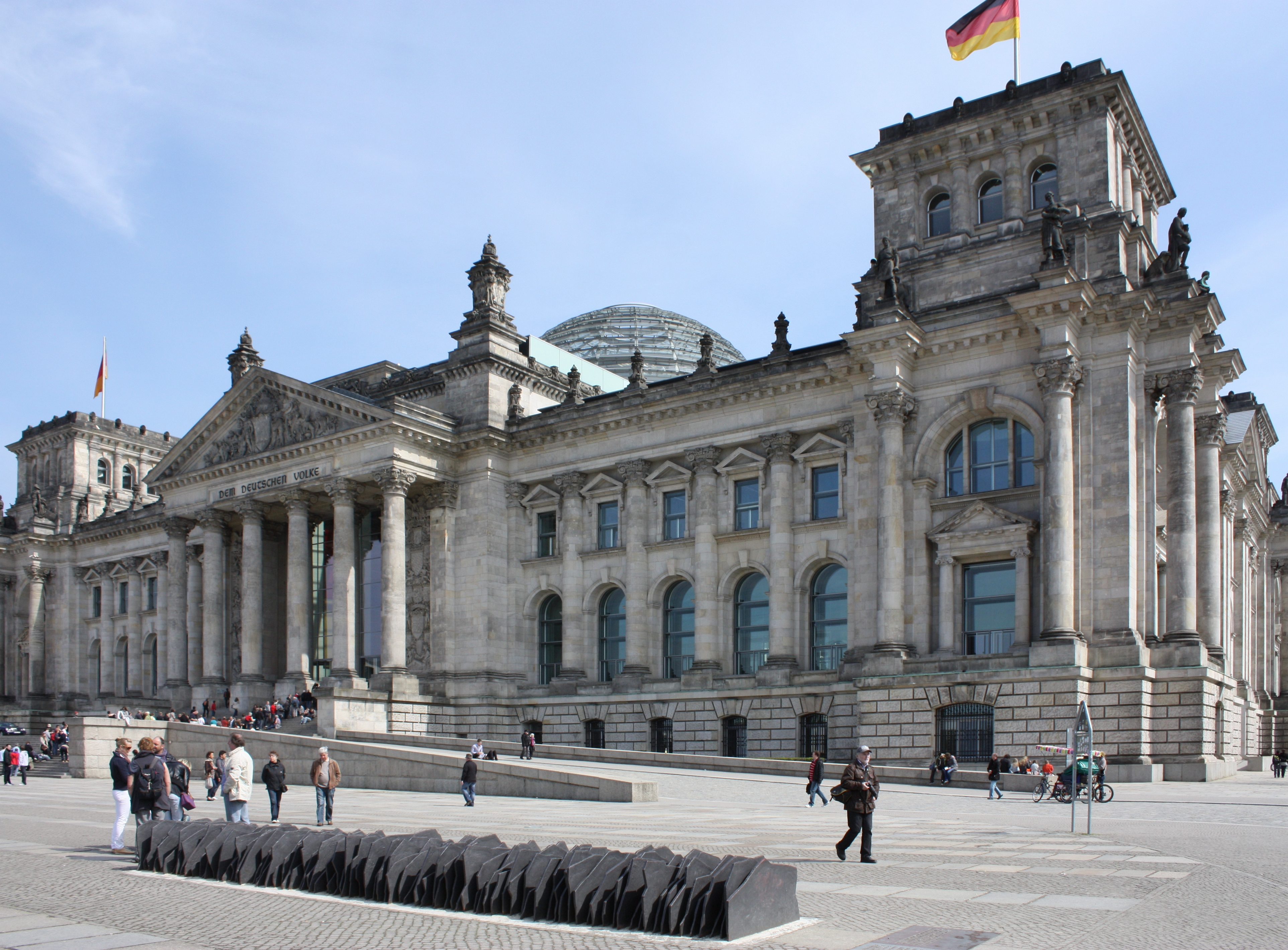
Gedenktafeln am Reichstag

## Ehrungen
Heute erinnern unter anderem die Otto-Geiselhart-Straße in Günzburg sowie eine Gedenktafel, die Teil des Denkmals zur Erinnerung an 96 vom NS-Regime ermordete Reichstagsabgeordnete ist, an Geiselharts Leben und politische Tätigkeit.